# Љубав због које је пао један град
Љубав због које је пао један град је роман кинеске списатељице Џанг Аилинг из 1943. године. Роман је преведен на српски језик 2014. године у издаваштву Геопоетике. 
Прича се фокусира на љубавну причу која је тријумфовала током ратног периода Хонг Конга. Академски научник, Никол Хуанг, сугерисао је да је „најважније књижевно наслеђе Џанг Аилинг из 1940-их њена конструкција алтернативног наратива о рату, оног који је у супротности са великим наративима националног спаса и револуције који су доминирали ратном књижевном сценом."

## Радња романа
Радња је смештена у Шангај и Хонг Конг 1940-их. Баи Лиусу је прелепа разведена жена која живи у Шангају. Након што је доживела неуспели брак, велика и шира породица Баи Лиусу осећа да је осрамотила породицу разводом, што је довело до тога да њена ситуација код куће постане неподношљива. Прича затим почиње тако што Баи Лиусу добија вест о смрти свог бившег мужа и њеном одбијању да присуствује сахрани.
Фан Лиуиуан је нежења који се управо вратио из Енглеске и блиско је сарађивао у рударском послу са господином Ксуом, мужем проводаџије госпође Ксу. Док је госпођа Ксу покушала да упозна Баи Лиусуову сестру, Баи Баолу, Фан Лиуиуан, Фан се уместо тога заинтересовао за Баи Лиусу. Када је Фан Лиујуан отишла у Хонг Конг на посао, Баи Лиусу одлази у Хонг Конг да придобије љубав Фан у нади да ће добити легитиман брачни статус и економску стабилност.
Иако је у Хонг Конгу све ишло прилично глатко, Баи Лиусу сматра да не може да верује Фан Лиујуану. Мислећи да је Фан Лиујуан неће оженити, Баи Лиусу одлучује да се врати у Шангај. По повратку кући, њена породица сматра да је бескорисно враћање и наношење срамоте породици. Касније је дозива Фан Лиујуан и она одлучује да му се врати. Током целе приче, они заједно пролазе кроз многа искушења и невоље, док обоје сумњају у истинску посвећеност и љубав једног према другом. Међутим, током пада Хонг Конга су схватили да је њихова љубав једно према другом далеко трајнија и вреднија. Град и њихова љубав деле антитетички однос док њихова љубав тријумфује са градом који је поражен током јапанске инвазије. 

## Ликови
- Баи Лиусу

Баи Лиусу, прелепа удовица, која живи са својом аристократском породицом у Шангају. Баи Лиусу жели легитиман брачни статус и економску стабилност од Фан Лиуиан, кинеског нежење који се управо вратио из Британије. Баи Лиусу је свакодневно изложена подсмеху и увредама чланова своје породице јер „нема новца да одржи положај поштовања у домаћинству, нити младост с којом би се квалификовала као пожељна невеста на тржишту брака“. Баи је такође „свесна да заузима најнижу степеницу у породичној хијерархији“. Баиин лик илуструје идеју окова стављених на жене феудалне Кине.
- Фан Лиуиан

Фан Лиујан је богат 32-годишња нежења за којег се зна да је женскарош и који се управо вратио у Кину из Британије. Фан се осећа узнемирено због свог живота ван Кине и недостатка аутентичног кинеског идентитета. Фан покушава да пронађе свој кинески идентитет преко људи око себе и из своје заједнице, али не успева. Дакле, Фаново одсутно етничког идентитета је преведено у жељу за „правом Кинескињом“ за коју верује да Баи Лиусу оличава. Иако Фан тражи чисти кинески идентитет, он има хибридизовани идентитет због свог порекла.
- Принцеза Сахејини

Принцеза Сахеијини стиже у Хонг Конг са Енглезом који се брине о њој на почетку приче. Она тврди да је ћерка принца Кришне Крамупе, али да је њена мајка изгубила принчеву наклоност због чега је била прогнана да побегне из сопствене земље. Сахеијини се елегантно облачи сваки пут када се сретне са Баием и Фаном. Након што је почео рат, Сахеијини је изгледа осиромашила и каже да је Енглез био затворен и да је на крају живео са породицом индијског полицајца.
- Четврта господарица

Четврта господарица је супруга четвртог господара породице Баи. Четврта љубавница ужива у оговарању и оговарању Баи Лиусуе. Након што су се Баи Лиусу и Фан Лиуиан венчали у Хонг Конгу, Лиусу схвата да је Четврта љубавница разведена од четвртог господара у једном од својих повратака у Шангај.
- Четврти господар породице Баи

Четврти господар породице Баи ужива играјући хуикин. Он нема моћ у домаћинству Баи и завршава се разводом од Четврте љубавнице.
- Баи Баолу

Баи Баолу има 24 године и седма је млада дама породице Баи. Првобитно ју је, госпођа Ксу, проводаџија, намеравала да упозна са Фан Лиујуан. Међутим, током њиховог састанка, породица их прати и Баи Лиусу користи прилику да плеше са Фан Лиуиуан. После плеса, Фан бира Баи Лиусуа уместо Баи Баолуа.
- Госпођа Ксу

Госпођа Ксу је проводаџија која упознаје мушкарце са породицом Баи, надајући се да ће парирати младим дамама у породици. Супруг госпође Ксу, господин Ксу, послује са Фан Лиуиуан. Пошто је сазнала за наклоност између Баи Лиусу и Фан Лиуиуан, госпођа Ксу помаже Баи Лиусу да оде у Хонг Конг да пронађе Фан Лиуиан.

## Теме
Једна од доминантних тема у роману је анксиозност само-идентитета. Због постојаности традиционалних сила, етичко-моралних вредности, разних домаћих и међународних сукоба и ратова, грађански самоидентитет постаје тешко успоставити.
Други тематски фокус приче је брачна анксиозност у традиционалној друштвеној институцији. У роману, жене из средње класе као што су Баи Лиусу и Четврта љубавница имају за циљ да зграбе сваку прилику да повећају свој класни статус како би осигурале своју финансијску сигурност. Страх који стварају брак и љубав је одговор на друштвено-политичку дилему. Под овом снажном женственошћу, „у својој сржи крије дубоки културни и историјски нихилизам“.

## Историјска позадина романа
У завршним параграфима романа, Шангај је дошао под пуну јапанску окупацију, Хонг Конг је изгубио своју кратку битку, а Кина се суочава са својим најмрачнијим годинама као нација под опсадом.
Никол Хуанг је дала коментар на есеје Џанг Аилинг који би се подједнако могли применити на њене фикције у ратној позадини: „Овде је Џангина визија ратног живота представљена као ухваћена између територије историјске стварности (рат, турбуленција, блокада, глад, смрт и оскудица) и домена маште (фантазија, емоционална чежња и уметничка креативност). Упорност певачког гласа у ноћи коју описује као тако „велику“, тако „сломљену“ и тако „окрутну“ је, наравно, сопствено читање Џанг о односу појединца према широј и, понекад, огромној историјској стварности. Уместо да пише о томе како је рутина живота поремећена агресијом рата, она бира да се фокусира на то како се искуство урбаног живота заправо интензивира упркос чињеници да се спољни свет постепено разбија."
Када је књига први пут објављена 1943. године, било је то још за време кинеско-јапанског рата, а Шангај и Хонг Конг су били под јапанском окупацијом. Делови Шангаја под кинеском контролом су први пут пали у руке Јапанаца 1937. године, а стране уступке су такође укинуле јапанске царске трупе 1941. са почетком рата на Пацифику. Шангај је од тада постао један од два „пала“ града у овом роману. Пре јапанске инвазије, Хонг Конг је већ био британска колонија више од 100 година. Град су такође заузеле јапанске снаге након пораза британских, канадских и индијских снага на Божић, пошто се гувернер Хонг Конга Марк Аичитсон Јунг, у пратњи других британских колонијалних званичника, предао у јапанском штабу, локални људи су тај дан називали „црним Божићем“. Хонг Конг је такође постао други „пали“ град у роману.
У свом есеју „Размишљања о 'Љубави у палом граду'” (回顧傾城之戀, 1984), Џанг прича да је током летњег распуста током студија на Универзитету у Хонг Конгу 1941. често одлазила у Репулс Беј хотел да посети своју мајку и њене махјонг пријатеље. Касније су сви чланови маџонг групе побегли у Сингапур и Ханој. Двоје су, међутим, остали у Хонг Конгу и живели заједно. Џанг тврди да је роман заснован на причи овог пара који је остао у Хонг Конгу. Према њеним речима, „Мотив за писање – барем у односу на њихову причу – мислим да је то зато што су међу мојим познаницима били највише погођени ратом у Хонг Конгу. Према њеним речима, „оригинална“ идеја за причу је дошла из стварног животног искуства пара које је познавала. Љубавна прича пара би заправо могла да реплицира конвенционалне културне кодове понашања и измишљене или нефиктивне историјске епизоде. Стога се роман донекле може посматрати као адаптација истините приче.

## Критике
Чини се да је роман мелодраматична романса која се коначно остварује. Типично за пишчеве приче о друштвеним манирима, овај роман је „испуњен духовитим разговорима и немилосрдним трачевима“, „замршеним кодексима облачења, обедовања и дружења“ и „арабескним манирима у приватном и јавном домену“, који су „преузети као питања живота и смрти за те лежерне обичне људе.“
Ванг Сјаопинг, ванредни професор кинеске и компаративне књижевности у школи кинеског језика на Универзитету Сјамен у Кини, назначио је да је „преовлађујући тематски фокус Аилингових прича брачна анксиозност којом жене из средње класе желе да зараде сваку прилику да без стида подигну свој класни статус како би осигурале финансијску сигурност и подстакнуле свој друштвени статус. У свом одговору на кризу брака и љубави као друштвене институције, ова анксиозност артикулише, кристализује и пројектује друштвено-политичку дилему и невољу ове класе. Ипак, чешће производи ништа осим крајњег неуспеха или илузорног успеха. Осећај да смо „напуштени“, који је писац артикулисао, одражава ово осећање фундаменталне кризе. Заједно са песимизмом изазваним друштвеним превирањима и људским трошковима „рата“, јавља се осећај резигнације, који, иако се понекад представља као снажна женственост, у својој сржи носи културно-историјски нихилизам“.
Фу Леи (кинески: 傅雷) је похвалила њен таленат и уметност, али је критиковала садржај њене фикције „окупљене флертом“ и „све је то духовна игра циничних хедониста“. Он наставља да критикује да упркос томе што су љубав и брак централна тема аутора, пар у причи је често „мучен овом ноћном мором романтичног проблема између мушкарца и жене“, а лакомисленост приказана у њеној мрачној прози уништава уметност њеног писања. Џанг је касније написала самоодбрамбени есеј под називом „Моје сопствено писање“ како би артикулисала своје естетске принципе, за који Карен Кингсбери сматра да је више од само разраде теме и карактера, већ и да делује на нивоу наративног стила, „у задиркујући глас приповедача, и често пребацивање између, на пример, саморугања и самопопуштања, фантазије и стварности, сатире и симпатије.“
Лиу Заифу, познати кинески књижевник, идеолог и хуманиста, поменуо је у свом чланку да: „На први поглед, најбоља дела Аилинг Џанг, укључујући „Златни канге“ и „Љубав због које је пао један град“, описују детаље породичних активности, љубавних односа, и бракови који заузимају свакодневни живот на местима као што је Шангај, али они у ствари откривају вечне мистерије људске природе које леже испод површине живота, мистерије људских жеља за влашћу и новцем.”
Лианг Вендао: „Многи људи имају тенденцију да игноришу везу између рада Аилинг Џанг и кинеско-јапанског рата. Али постојала је веза. Баш као у љубави у палом граду, где није споменула како су људи у Хонг Конгу побегли од пуцњаве, или шта се десило између британских и јапанских снага на бојном пољу. Оно што је споменула је како су људи живели свој свакодневни живот током рата, као што је живот између двоје љубавника у овм роману. То утиче на начин на који гледамо на тај рат или наше друштво током рата. Она нам је показала прави живот најобичнијих људи. Да, био је рат. Да, Јапанци су окупирали нашу земљу. Али живот је ипак морао да се настави и и даље је морало да се једе и пије. И наравно да би било љубави, па чак и секса. Џанг нам је током рата, у тако великом граду као што је Шангај, показала како су обични људи живели кроз свој живот. Да ли би било какве приче у такав начин живота? Да, али мора да је био прекривен дозом туге сс или најомиљенија реч Аилинг Џанг - пустош."

## Адаптације
По роману је направљен филм из 1984. године где главну улогу тумачии Чау Јун-Фат.  Године 2009. је направљена и ТВ серија по истом имену. 